# 나사항
나사항은 울산광역시 울주군 서생면 나사리에 위치한 어항이다. 지방어항으로 지정되어 관리하고 있다. 시설관리자는 울주군수이다.

간절곶은 대부분 자갈로 이루어진 갑으로 부근 해안에는 암초들이 흩어져 있으며 해안 가까이에 간절곶등대(등고 35m)가 있다. 이 해안을 돌아 서쪽으로 약 2.1km 떨어진 곳에 나사항이 있다.

## 어항 구역
나사항의 어항구역은 다음과 같다.
- 몬당 돌출부에서 불란을 연결한 선내수역(71,000m2)

## 어항 시설
방파제와 물양장이 있고 동쪽 동출부에는 백색 원형의 나사등대가 있다. 급유는 울산수협 탱크로리, 급수는 자체 조달하고, 선박수리는 월내조선소를 이용하며, 폐유보관통은 방파제 기부에 있고, 수협에서 수거한다.

## 주요 어종
어업인구 400여명, 어선 68척이 조업하고 있으며 지역수산물은 멸치이고 전복과 소라를 양식하며 미역 등을 채취한다.